# Powiat gródecki (Galicja)
Powiat gródecki – dawny powiat kraju koronnego Królestwo Galicji i Lodomerii, istniejący w latach 1867–1918.
Siedzibą c.k. starostwa był Gródek. Powierzchnia powiatu w 1879 roku wynosiła 7,8839 mil kw. (453,64 km²), a ludność 56 696 osób. Powiat liczył 72 osady, zorganizowane w 57 gmin katastralnych.
Na terenie powiatu działały 2 sądy powiatowe – w Gródku i Janowie.

## Starostowie powiatu
- Mateusz Mauthner (1871)
- August Pius Dzieduszycki
- Ludwik Poniński (1879)
- vacat (1882, zastępca starosty August Pius Dzieduszycki)
- Stanisław Biederman (podczas I wojny światowej)[1]

## Komisarze rządowi
- Albin Strojnowski (1871)
- Alojzy Zsitkowski (1879)
- Zenon Korotkiewicz (1882)